# Srdeční dutina

Diagram cirkulace krve v srdečních dutinách. Modře je označeno pravé srdce, červeně levé srdce; modré šipky označují průtok odkysličené krve do plicnice a fialové šipky tok okysličené krve do aorty

Srdeční dutina je jedna z částí srdce savce.

## Popis
Srdce tvoří čtyři dutiny: pravá a levá předsíň a pravá a levá komora. Předsíně odděluje síňová přepážka (septum interatriale) a komory pak komorová přepážka (septum interventriculare). 
Pravá předsíň (atrium dextrum) sbírá odkysličenou krev z těla. Zezadu do ní ústí horní dutá žíla a skrze bránici dolní dutá žíla. V mediální stěně tvořené přepážkou je viditelné vkleslé a ztenčené místo fossa ovalis, vývojový zbytek po otvoru (foramen ovale) z období před narozením. 
Levá předsíň (atrium sinistrum) má hladké stěny tlustší než pravá předsíň. Na zadní stěně do ní ústí obvykle dvě pravé a dvě levé plicní žíly bez chlopní či řas, které přivádí okysličenou krev z plic. 
Pravá komora (ventriculus dexter) začíná vtokovou částí jako ústí s trojcípou chlopní oddělující komoru od pravé síně. Výtoková, hladká část komory končí v ústí s chlopní plicnice tvořenou třemi poloměsíčitými chlopněmi (lamelami) a vystřikuje odkysličenou krev do plicnice. 
Levá komora (ventriculus sinister) se silnou srdeční svalovinou začíná vtokovou částí jako ústí s dvojcípou (mitrální) chlopní oddělující komoru od levé síně. Výtoková část komory končí v ústí aortální chlopní tvořenou třemi poloměsíčitými chlopněmi (lamelami) a vystřikuje okysličenou krev do aorty.